# Ramazan Orazov
Ramazan Sarlybekuly Orazov (kazašsky: Рамазан Сарлыбекұлы Оразов; * 30. ledna 1998) je kazašský profesionální fotbalista, který hraje na pozici záložníka za dánský klub Silkeborg IF a za kazašský národní tým.

## Klubová kariéra
Dne 18. července 2019 Orazov v nastaveném čase skóroval za Kajrat v odvetném utkání prvního kola kvalifikace Evropské ligy, čímž pomohl Kajratu postoupit přes Široki Brijeg do druhého kola.
Svůj debut v Futbolnaje nacionalnaje lize za Čajku Peščanokopské si odbyl 9. září 2020 v zápase proti Torpedu Moskva.
Dne 13. července 2021 podepsal Orazov kontrakt s Aktobe. Dne 27. ledna 2023 přestoupil do dalšího kazachstánského klubu Aksu.
V létě 2023 Orazov podepsal smlouvu s Tobolem. Dne 27. července 2023, v zápase předkola Evropské konferenční ligy na hřišti Basileje, vstřelil gól z dálky, který pomohl jeho týmu k překvapivému vítězství 3:1.
Dne 13. června 2024 potvrdil dánský klub Silkeborg IF, že koupil zadarmo Orazova a poskytl mu smlouvu do června 2027.

## Reprezentační kariéra
Orazov debutoval za národní tým Kazachstánu 31. března 2021 v zápase kvalifikace na Mistrovství světa ve fotbale 2022 proti Ukrajině. Svůj první mezinárodní gól vstřelil 20. listopadu 2023 při prohře 2:1 se Slovinskem během zápasu kvalifikace na Mistrovství Evropy ve fotbale 2024.

## Statistiky

### Klubové
Platí k zápasu hranému 11. května 2025.
| Klub                | Sezóna            | Liga                          | Liga   | Liga | Národní pohár | Národní pohár | Kontinentální | Kontinentální | Ostatní | Ostatní | Celkově | Celkově |
| Klub                | Sezóna            | Soutěž                        | Zápasy | Góly | Zápasy        | Góly          | Zápasy        | Góly          | Zápasy  | Góly    | Zápasy  | Góly    |
| ------------------- | ----------------- | ----------------------------- | ------ | ---- | ------------- | ------------- | ------------- | ------------- | ------- | ------- | ------- | ------- |
| Kajrat              | 2018              | Premjer Ligasy                | 1      | 0    | 4             | 0             | 0             | 0             | 0       | 0       | 5       | 0       |
| Kajrat              | 2019              | Premjer Ligasy                | 20     | 0    | 1             | 0             | 4             | 1             | 1       | 0       | 26      | 1       |
| Kajrat              | Celkově           | Celkově                       | 21     | 0    | 5             | 0             | 4             | 1             | 1       | 0       | 31      | 1       |
| Daugavpils          | 2020              | Virslīga                      | 3      | 0    | 0             | 0             | —             | —             | —       | —       | 3       | 0       |
| Čajka Peščanokopské | 2020/21           | Futbolnaja nacionalnaja liga  | 12     | 0    | 0             | 0             | —             | —             | —       | —       | 12      | 0       |
| Aktobe              | 2021              | Premjer Ligasy                | 6      | 0    | 4             | 0             | —             | —             | —       | —       | 10      | 0       |
| Aktobe              | 2022              | Premjer Ligasy                | 22     | 0    | 5             | 0             | —             | —             | —       | —       | 27      | 0       |
| Aktobe              | Celkově           | Celkově                       | 28     | 0    | 9             | 0             | 0             | 0             | 0       | 0       | 37      | 0       |
| Aksu                | 2023              | Premjer Ligasy                | 5      | 0    | 0             | 0             | —             | —             | —       | —       | 5       | 0       |
| Tobol               | 2023              | Premjer Ligasy                | 12     | 2    | 5             | 0             | 7             | 1             | —       | —       | 24      | 3       |
| Koper               | 2023/24           | Prva slovenska nogometna liga | 12     | 1    | 0             | 0             | —             | —             | —       | —       | 12      | 1       |
| Aktobe              | 2024              | Premjer Ligasy                | 9      | 0    | 4             | 0             | 0             | 0             | —       | —       | 13      | 0       |
| Silkeborg           | 2024/25           | Superligaen                   | 16     | 2    | 4             | 1             | 3             | 0             | —       | —       | 23      | 3       |
| Celkově v kariéře   | Celkově v kariéře | Celkově v kariéře             | 119    | 5    | 26            | 1             | 14            | 2             | 1       | 0       | 160     | 8       |

### Reprezentační
Platí k zápasu hranému 25. března 2025.
| Národní tým | Rok     | Zápasy | Góly |
| ----------- | ------- | ------ | ---- |
| Kazachstán  | 2021    | 5      | 0    |
| Kazachstán  | 2022    | 7      | 0    |
| Kazachstán  | 2023    | 10     | 1    |
| Kazachstán  | 2024    | 8      | 0    |
| Kazachstán  | 2025    | 1      | 0    |
| Celkově     | Celkově | 31     | 1    |

#### Reprezentační góly
Skóre a výsledky Kazachstánu jsou vždy zapsány jako první. Góly Ramazana Orazova jsou zvýrazněny.
| Gól | Datum              | Místo                              | Zápas | Soupeř    | Skóre | Výsledek | Soutěž                                            |
| --- | ------------------ | ---------------------------------- | ----- | --------- | ----- | -------- | ------------------------------------------------- |
| 1.  | 20. listopadu 2023 | Stadion Stožice, Lublaň, Slovinsko | 22.   | Slovinsko | 1:1   | 1:2      | Kvalifikace na Mistrovství Evropy ve fotbale 2024 |

## Úspěchy
Kajrat
- Kazachstánský pohár: 2018